# Muminwelt

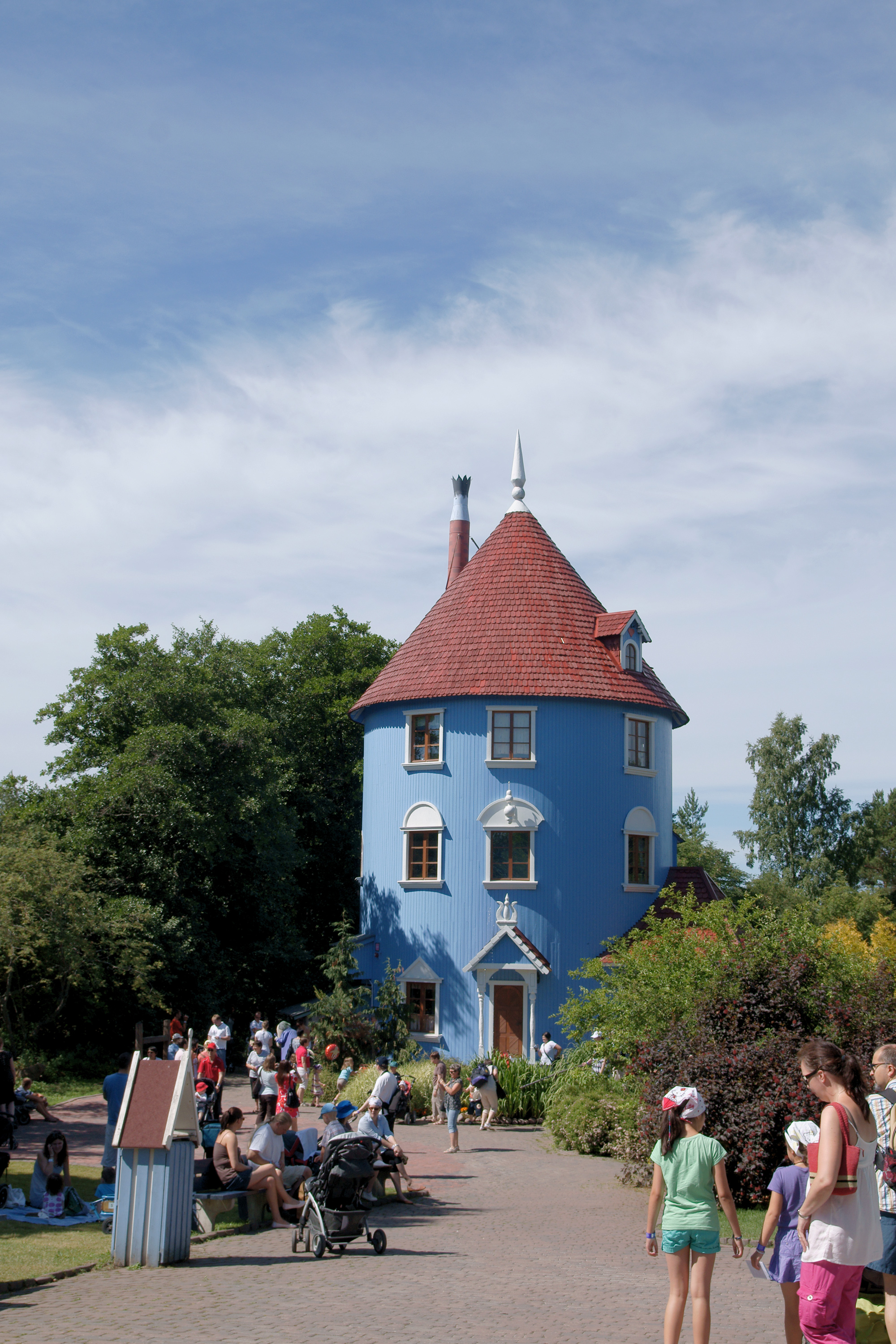
Muminhaus in Muumimaailma

Muminwelt (Muumimaailma) ist ein im Jahr 1993 gegründeter Themenpark an der Westküste Finnlands, dessen zentrales Thema die Mumins sind. Der Park liegt in der Stadt Naantali, auf der Insel Kailo. Zur Muminwelt kann man nur zu Fuß gehen. Zur Insel führt eine 250 Meter lange Brücke von der Altstadt Naantali. Die Insel Kailo ist ein Naherholungsgebiet der Stadt, ca. zwei Drittel ihrer Fläche steht der Muminwelt zur Verfügung. In der Winterzeit ist der Freizeitaufenthalt auch unentgeltlich im Parkbereich erlaubt, denn die Muminwelt ist nur in den Sommermonaten offen. Im Februar findet jedoch ein einwöchiger Winterkarneval statt.

## Idee des Themenparks
Die Idee zu einer Muminwelt wurde geboren, als Dennis Livson, ein TV-Produzent, der auch die Mumins ins Fernsehen brachte, die Insel besuchte. Er dachte, dass sie genauso wie das Mumintal der TV-Serie aussehe.

## Auszeichnungen
Im Jahr 2006 war die Muminwelt mit über 280 000 Besuchern die beliebteste Touristenattraktion in Südwest-Finnland. Die Muminwelt hatte auch internationalen Erfolg: Im Jahr 2005 wählte die britische Zeitung Independent sie zu den zehn besten Themenparks in der Welt; im Jahr 2008 bekam die Muminwelt den internationalen Preis für Freizeitparks, den goldenen Pony-Preis.

## Attraktionen
Sehenswürdigkeiten der Insel sind zum Beispiel das Muminhaus, das Emma-Theater und der Märchenweg. Im Themenpark kann man auch Figuren der Mumingeschichten treffen. Die Beliebtheit der Mumins im Ausland hat ein neues Phänomen hervorgebracht. Man kann heutzutage auf Wunsch in der Muminwelt sogar heiraten. Aus Asien, besonders aus Japan, reisen viele gerade deswegen nach Finnland.

## Selbstverpflichtung
Der Themenpark Muminwelt will mit seiner Tätigkeit die „Mumin-Philosophie“ umsetzen: Familienorientierung, Gewaltlosigkeit, Freundlichkeit, Umweltbewusstsein, Sicherheit, Abenteuer, Wertevermittlung durch Erziehung.